# Margarita Tieriechowa
Margarita Borisowna Tieriechowa (ros. Маргарита Борисовна Терехова; ur. 25 sierpnia 1942 w Turinsku w obwodzie swierdłowskim) – radziecka i rosyjska aktorka filmowa i teatralna.

## Wybrana filmografia
- 1966: Dzień dobry, to ja! (Здравствуй, это я!) jako Tania[1]
- 1967: Biegnąca po falach (Бегущая по волнам) jako Biche Seniel oraz Frasy Grant[1]
- 1970: Dworzec Białoruski (Белорусский вокзал) jako Natasza[1]
- 1972: Monolog (Монолог) jako Tasia[1]
- 1973: Czwarty (Четвёртый) jako Cate[1]
- 1974: Yuriko - moja miłość (Москва, любовь моя) jako Irina[1]
- 1975: Zwierciadło (Зеркало) jako Matka i Natalia[1]
- 1975: Rikki-Tikki-Tavi (Рикки-Тикки-Тави) jako Margaret[1]
- 1975: Brylanty dla dyktatury proletariatu (Бриллианты для диктатуры пролетариата) jako Vere[1]
- 1976: Błękitny ptak (Синяя птица) jako Mleko
- 1977: Mamo, ja żyję! (Мама, я жив) jako Swietłana
- 1978: D’Artagnan i trzej muszkieterowie (Д’Артаньян и три мушкетёра) jako Milady de Winter